# Correção fraterna
A correção fraterna (correctio fraterna) é a admoestação do próximo por um particular com o fim de o reformar ou, se possível, prevenir a sua indulgência pecaminosa.
Esta é distinta de uma disciplina oficial, cujo porta-voz é um juiz ou outro superior semelhante, cujo objeto é a punição do culpado e cujo motivo não é tão diretamente a vantagem individual do ofensor, mas a promoção do bem comum.
Na ética católica romana, isso é, ocasionalmente e com a devida consideração pelas circunstâncias, uma obrigação. Esta é uma conclusão não apenas dedutível da lei natural que nos vincula a amar e ajudar uns aos outros, mas também explicitamente contida em preceito positivo: "Se teu irmão tiver pecado contra ti, vai e repreende-o entre ti e ele somente; se te ouvir, terás ganho teu irmão." (Mateus 18:15). Dada uma condição suficientemente grave de angústia espiritual, exigindo socorro dessa forma, este mandamento pode ser cumprido sob pena de pecado mortal.
A obrigação de correção fraterna, no que diz respeito aos particulares, não vale, de modo geral, para o caso de quem viola uma lei por ignorância invencível.
Normalmente, o dever exige que a reprovação seja administrada em particular. Este é claramente o método indicado por Cristo nas palavras que acabamos de citar e apenas como remédio para a obstinação é que qualquer outro é contemplado por Ele. Ainda assim, há ocasiões em que alguém pode proceder legalmente de uma maneira diferente. Por exemplo
- quando a ofensa é pública;
- quando prejudica terceiros ou talvez até mesmo toda a comunidade;
- quando só pode ser tratado condignamente pela autoridade de um superior exercido paternalmente;
- quando uma repreensão pública é necessária para impedir o escândalo
- quando o ofensor já renunciou antecipadamente a qualquer direito que possuía de ter seu bom nome salvaguardado, como é o costume em alguns organismos religiosos.